# 阿瀬比町
阿瀬比町（あせびちょう）は、徳島県阿南市の町名。2014年3月31日現在の人口は119人、世帯数は43世帯。郵便番号は〒779-1404。

## 地理
阿南市の西部に位置する。四方が山である。
|          | 西           | 東     | 北     | 南     |
| -------- | ------------ | ------ | ------ | ------ |
| 阿瀬比町 | 那賀郡那賀町 | 山口町 | 加茂町 | 新野町 |

国道195号が東西に走り、徳島県道28号阿南小松島線が北から同国道に接続している。大きな河川はなく、平地もない。山の斜面を利用してミカンが栽培されている。

### 山岳
- 太竜寺山

### 河川
- 加茂谷川

### 小字
- 阿利田
- 中村
- 西内
- 日開谷
- 前田

## 観光・施設

### 文化財

#### 国史跡
- 阿波遍路道 平等寺道
  - 大根峠

### 四国八十八箇所
- へんろみち
- ヘンロ小屋 第3号阿瀬比

### 遊歩道
- 四国のみち
  - 竹林とスダチ香るみち

### 神社仏閣
- あせび 観音庵
- 八幡神社
- 子安神社

## 交通

### 道路
国道
- 国道195号

都道府県道
- 徳島県道28号阿南小松島線

### 路線バス
徳島バス南部
- 阿瀬比

## 歴史
江戸期から町村制の施行された明治22年にかけては那東郡および那賀郡の村であった。寛文4年より那賀郡に属す。
明治22年に同郡桑野村、そして昭和15年より桑野町の大字となる。昭和30年より富岡町の大字となる。昭和33年に阿南市が誕生し、現在の町名となる。